# Sala Dalles
Sala Dalles este o sală de expoziții din București, situată pe bulevardul Nicolae Bălcescu, la numărul 18, în apropierea Pieței Universității.
O doamnă, Elena, moștenitoarea unei familii de greci stabiliți de generații în Valahia, a făcut prin testament o donație către Academia Română, pentru a se înființa „Fundația Ioan Dalles”, ca lăcaș de cultură în memoria ultimului său fiu.
Clădirea Fundației „Ioan I. Dalles”, construită de Emil Prager, după planurile arhitectului Horia Teodoru, a fost inaugurată la 27 februarie 1932 cu expozițiile de artă fină George Oprescu și Jean Alexandru Steriadi. După cum se arată în testamentul Elenei Dalles, Asociațiunea Universității Populare din București, care făcea parte din Fundația „Ioan I. Dalles, avea menirea „de a forma caracterele cetățenilor români prin cultivarea și educarea lor sufletească”.
În 1958, comuniștii au plasat în fața sălii un bloc, cunoscut azi ca blocul Dalles.
În general, la Sala Dalles se mai organizează târguri de carte „Kilipirim” (în luna noiembrie) și târguri de cadouri pentru diferite sărbători – sărbătorile de iarnă (1 decembrie-24 decembrie), mărțișor sau Paști.